# Pure Wet
Pure Wet – EP amerykańskiego zespołu Jensen Sportag, wydane w lutym 2011 roku nakładem Cascine Records.

## Odbiór
Niezależny magazyn muzyczny Porcys umieścił płytę na 3. miejscu listy najlepszych albumów 2011. Na podobnej liście Screenagers EP znalazło się na 6. pozycji.

## Lista utworów
1. Pure Wet – 5:23
2. Mapquest – 4:05
3. Everything Good – 5:41
4. Jareaux – 3:03